# Curt Swan
Compléments
Supergirl
Légion des Super-Héros
Superman
Curt Douglas Swan (né le 17 février 1920 à Willmar, Minnesota mort le 17 juin 1996) est un dessinateur de comics américain. C'est un auteur de l'Âge d'argent des comics et créateur de Supergirl, Légion des Super-Héros... pour DC Comics.

## Biographie
Sa famille est originaire de Suède, Curt est le plus jeune de cinq enfants. Durant la Seconde Guerre mondiale, il travaille pour le magazine Stars and Stripes. L'armée l'emmène à Paris où il se marie avec Helene Brickley durant cette période. En 1945, il revient dans le civil et emménage dans le New Jersey. Il est rapidement engagé par DC Comics pour travailler sur Tommy Tomorrow et The Boys Commandos.
C'est en mars 1948 qu'il commence par dessiner Superman #51 puis l'année d'après il dessine Superboy pendant 50 numéros en alternance avec John Sikela. En 1954, il travaille dans Superman's Pal, Jimmy Olsen.
C'est l'un des plus importants dessinateurs de Superman. Curt Swan travaille et s'inspire de Wayne Boring (1905-1987). Il est aussi encreur de Murphy Anderson.
En 2003, la série Smallville crée le personnage Dr. Virgil Swann en mémoire de Curt Swan, rôle joué par Christopher Reeve.

## Analyse du style
Le style de Curt Swan se caractérise par son réalisme crédible dans un univers extraordinaire comme peut l'être celui de Superman.

## Publications
- Boy Commandos
- Tommy Tomorrow
- Gang Busters
- Fawcett Comics
- DC Comics
- Action Comics
- Superman
- Adventure Comics
- Superboy
- House of Mystery (1951)
- Superman: Whatever Happened to the Man of Tomorrow?
- Star Spangled War Stories
- The Adventures of Alan Ladd (comics)
- 100 (DC Comics)
- Aquaman
- Krypton Chronicles
- L.E.G.I.O.N.
- Legion of Super-Heroes
- Showcase Presents: ...
- Penthouse Comix (1994)
- Batman (1940)
- The Origin of Superman!
- Curt Swan: A Life in Comics (2002)

### Créations
- Supergirl, Lucy Lane, Krypto, cocréateur Otto Binder
- Vril Dox (Brainiac 2) , cocréateur Cary Bates & Edmond Hamilton
- Blaze and Satanus , cocréateur Marv Wolfman
- Mano (comics), Shadow Lass, Chemical King, Mordru, Emerald Empress, Persuader (comics), cocréateur Jim Shooter
- Ultra Boy, Cosmic King, Computo (comics)  cocréateur Jerry Siegel
- White Witch (comics), cocréateur E. Nelson Bridwell
- Superman's Girl Friend, Lois Lane
- Controllers (DC Comics), cocréateur Jim Shooter & Mort Weisinger
- Composite Superman
- Rond Vidar, cocréateur Jim Shooter & Mort Weisinger
- Terra-Man, cocréateur Cary Bates & Dick Dillin
- Color Kid, cocréateur Edmond Hamilton
- Atomic Skull, Vixen (comics)  cocréateur Gerry Conway
- Vartox, cocréateur Cary Bates
- Carl Draper, cocréateur Martin Pasko
- Galactic Golem, cocréateur Len Wein
- Steve Lombard, cocréateur Elliot S. Maggin
- The Sandman Saga (Superman), cocréateur Dennis O'Neil
- Nightwing
- Fatal Five (Fatal Cinq)

## Récompenses
- 1984 : Prix Inkpot
- 1997 : Temple de la renommée Will Eisner (à titre posthume)

### Documentation
- (en) Diana Green, « Swan, Curt », dans M. Keith Booker (dir.), Encyclopedia of Comic Books and Graphic Novels, Santa Barbara, Grenwood, 2010, xxii-xix-763 (ISBN 9780313357466), p. 621-622.
- Eddy Zeno, Carl Swan. A Life in Comics, Vanguard, 2002.